# Trema in de Nederlandse spelling
Het trema of deelteken is een diakritisch teken in de Nederlandse spelling dat bestaat uit twee puntjes die boven een klinkergrafeem worden gezet. Het trema geeft aan dat de ermee gemarkeerde klinker het begin is van een nieuwe lettergreep (zoals in knieën) en dus niet moet worden gelezen als zou hij samen met de eraan voorafgaande letter(s) één klank weergeven. 

## Regels
1. Het trema wordt gebruikt in een niet-samengesteld woord(deel) om te voorkomen dat twee opeenvolgende klinkerletters als één klank gelezen worden. Het gaat hier om de volgende veertien lettercombinaties: aa, ai, au, ee, ei, eu, ie, oe, oi, oo, ou, ui, uu en ook ae. Voorbeelden: tetraëder, naïviteit, reële, Kanaän, coördinator, geïnd, reünie, conciërge, koloniën, poëzie, egoïsme, coördinatie, ruïne, vacuüm, Israël. Deze regel is niet van toepassing op de Latijnse en Franse uitgangen -ei, -eus, -eum en -ien. Deze uitgangen krijgen dus geen trema: baccalaurei, baccalaureus, petroleum, opticien. De regel geldt weer wel voor Bijbelse namen die op -eus eindigen: Mattheüs.
2. Bij meer dan twee klinkerletters wordt geen trema gezet direct na de i:
  - artificieel, aaien, begroeiing, ooievaar, truien;
  - bantoeïstiek, bedoeïen, geëerd, geëuropeaniseerd, knieën, moeë, mozaïek, weeïg, geuit, geautomatiseerd.

Bij woordafbreking vervalt het trema: co-ordinatie, ge-eerd. 
De regels voor het trema gelden niet voor afleidingen op -achtig; die krijgen een koppelteken als twee opeenvolgende klinkerletters als één klank gelezen kunnen worden: zebra-achtig, detectiveachtig.
Het trema wordt niet gebruikt tussen delen van samenstellingen. Het is dus niet naäpen maar na-apen, niet toeëigenen maar toe-eigenen, niet zeeëgel maar zee-egel. Samengestelde telwoorden krijgen echter wel een trema: drieëndertig. 
Soms is het moeilijk uit te maken of een woord een samenstelling of afleiding is. Dit geldt in het bijzonder voor woorddelen als bio-, macro-, micro-, mini-, multi- en neo-. Woorden zoals de volgende krijgen geen trema maar een streepje: bio-industrie, macro-economie, micro-organisme, mini-emmer, multi-etnisch, neo-expressionisme.

## Umlaut
Het trema ziet er precies zo uit als de umlaut. De umlaut heeft echter een andere betekenis. Deze laat zien dat de gemarkeerde letter een andere klankwaarde krijgt. 

## Ouder gebruik
Vóór de spellingswijziging van 1996 werd het trema ook gebruikt in samenstellingen, waardoor schrijfwijzen als zoëven, zeeëgel en theeëi dus correct waren.   